# Explosão do depósito de combustível de Berkadzor
A explosão do depósito de combustível de Berkadzor ocorreu em 25 de setembro de 2023, por volta das 19h00 (UTC+4), quando uma explosão em um posto de gasolina em Berkadzor, perto de Stepanakert, na disputada região de Nagorno-Karabakh, resultou na morte de pelo menos 170 pessoas e 300 feridos.

## Explosão
A explosão ocorreu durante o êxodo em massa de milhares de armênios étnicos da região, após uma ofensiva militar em grande escala do Azerbaijão lançada uma semana antes contra a autoproclamada República de Artsakh. Antes da ofensiva, a região tinha sido sujeita a um bloqueio de meses por parte do Azerbaijão, causando escassez de suprimentos essenciais, incluindo combustível. Após a ofensiva, os postos de gasolina ficaram sobrecarregados com o volume de pessoas que procuravam abandonar a região. No momento da explosão, centenas de pessoas estavam concentradas no local.

## Reações
Após a explosão, quase 300 pessoas foram internadas em hospitais. As autoridades locais solicitaram ajuda médica urgente à Armênia, alegando que os hospitais locais de Stepanakert, sobrecarregados, não conseguem fornecer cuidados adequados. A Armênia iniciou uma ponte aérea utilizando helicópteros, enviando médicos para a região e evacuando pacientes feridos para o país.  O Azerbaijão também enviou suprimentos médicos.
Adrienne Watson, porta-voz do Conselho de Segurança Nacional dos Estados Unidos, apresentou condolências às vítimas e apelou à necessidade de acesso humanitário à região.